# Zealaranea saxitalis
Zealaranea saxitalis là một loài nhện trong họ Araneidae.
Loài này thuộc chi Zealaranea. Zealaranea saxitalis được Arthur T. Urquhart. miêu tả năm 1887.